# Абасоло (Гуанахуато)

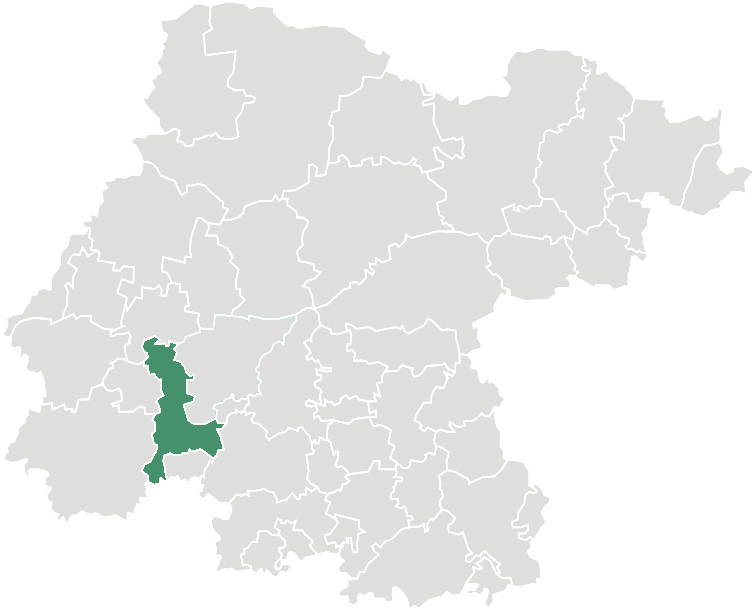
Муніципалітет Абасоло на карті штату Гуанахуато

Абасоло (ісп. Abasolo) — місто та муніципалітет в  Мексиці, входить в штат  Гуанахуато. Населення — 79.093 людини (2010). Місто назване на честь Хосе Маріано Абасоло, героя війни за незалежність від Іспанії. Сільськогосподарське виробництво. Курортний центр, розташований на термальних водах.

## Історія
У доколумбову епоху вказане місце називалося Cuitzeo ( місце скунсів) на мові Тараски.
Місто засноване в 1870 році.